# 子午线大道
41°25′18.99″N 2°11′12.65″E / 41.4219417°N 2.1868472°E

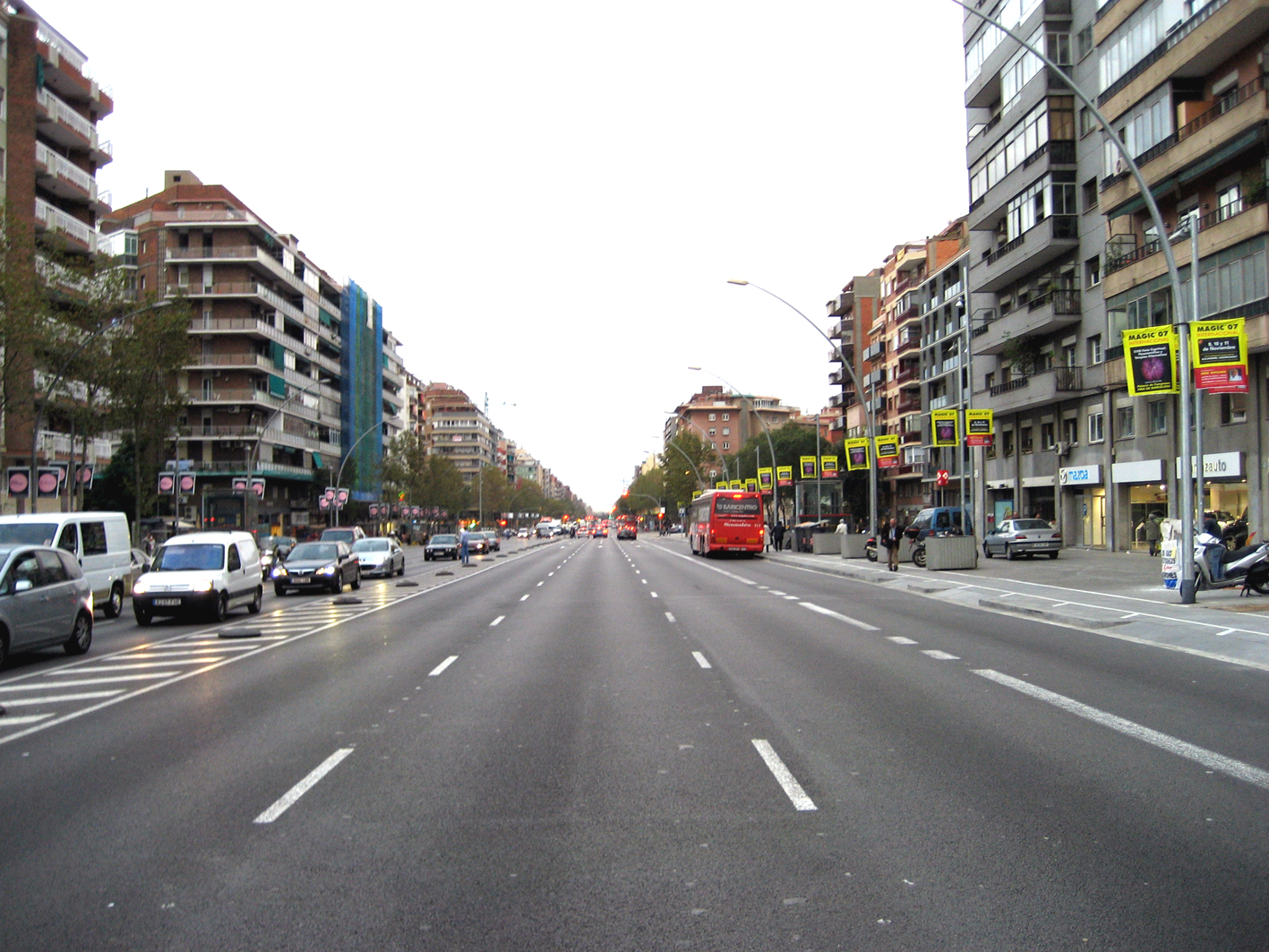

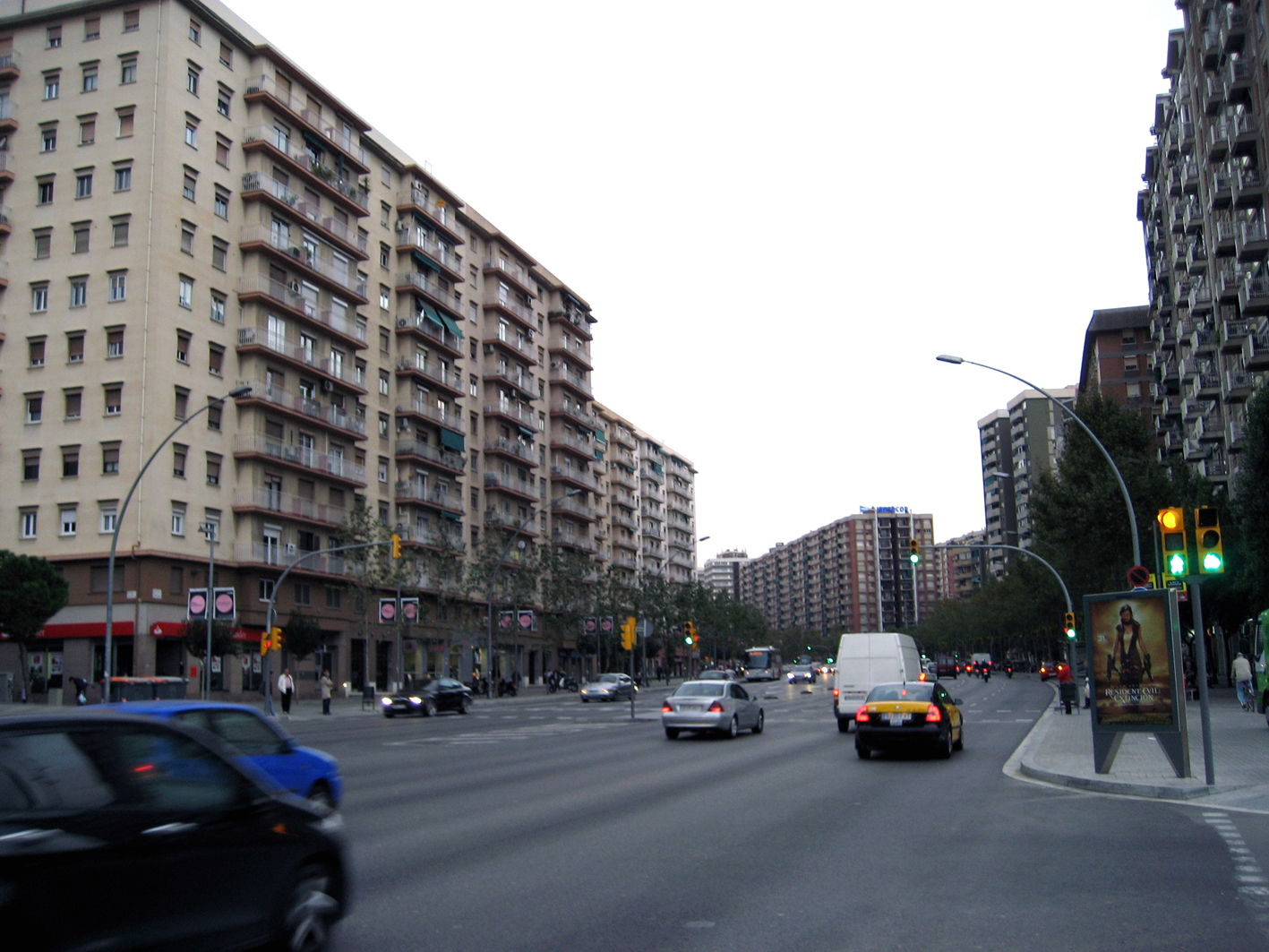

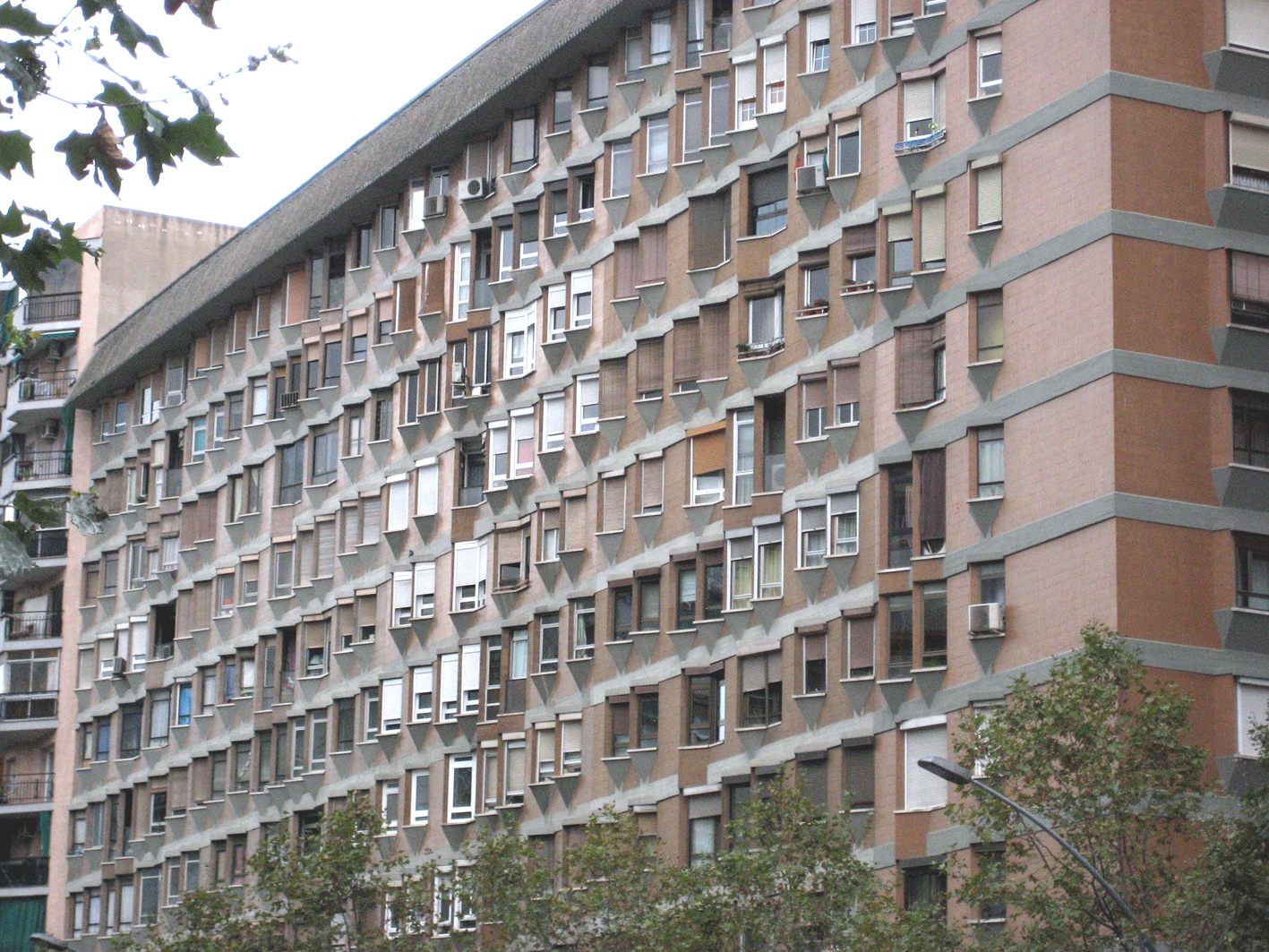

子午线大道 (Avinguda Meridiana，加泰隆尼亞語發音：[əβiŋˈɡuðə məɾiðiˈanə]) 是西班牙巴塞罗那的一条主要街道，跨越城市北部的圣安德烈区、努巴里斯区和圣马提区。最初于1859年由伊尔德蒙斯·塞尔德规划为巴塞罗那最重要的两条干道之一，它的实际作用并不完全如此，但仍然成为一条经过得多的过境路线，连接城堡公园与巴塞罗那北部地区，中途穿越加泰罗尼亚荣耀广场，在那里与另外两条主干道：加泰罗尼亚议会大道和对角线大道相交。它吸收来自AP-7高速公路的交通流量,使其成为一个密集过境的地区。子午线大道经过的街区，主要是工人阶级居住区。
该地区在建筑上缺乏美感，只有几座重要的公寓楼，例如子午线大厦，由奥里奥尔·博希加斯、乔塞普·玛丽亚·马托雷尔和大卫·麦凯设计。子午线大道象征着工具性都市主义，只不过是一条城市高速公路，与巴塞罗那的主要大道和林荫大道截然不同。
1987年6月19日，巴斯克分离主义组织埃塔在这条大道制造了希珀科超市爆炸案，造成21人死亡，41人受伤.。